# Aeropuerto Internacional Eleftherios Venizelos
El Aeropuerto Internacional Eleftherios Venizelos (IATA: ATH, OACI: LGAV) es el único aeropuerto civil que sirve a la ciudad de Atenas, Grecia. El aeropuerto es la principal base de operaciones y centro de conexión de Olympic Airlines, la aerolínea estatal de Grecia, así como también de Aegean Airlines. Empezó a funcionar el 29 de marzo de 2001.

## Características
El aeropuerto se localiza entre los pueblos de Markopoulo, Koropi, Spata y Loutsa, a unos 20 kilómetros al este del centro de Atenas. El aeropuerto fue nombrado en honor al cretense Eleftherios Venizelos, un importante político y ex primer ministro de Grecia, quien tuvo una importante participación en el levantamiento de los cretenses frente a la ocupación otomana de Creta en 1896.

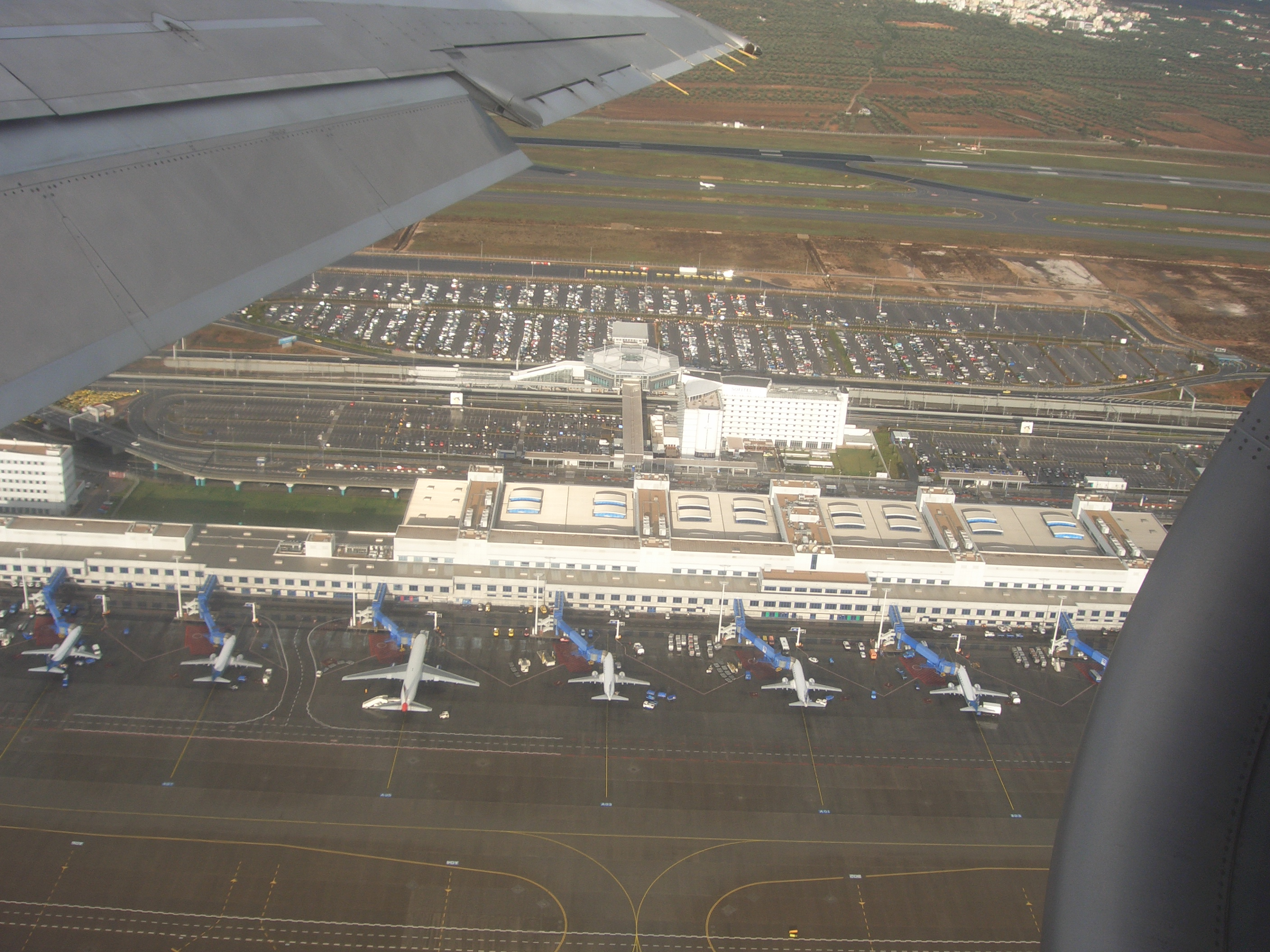
Terminal principal del Aeropuerto Internacional Eleftherios Venizelos.

Cuenta en la actualidad con dos terminales, la Terminal Principal y la Terminal Satélite, a la que se accede por un túnel desde la Terminal Principal. Las pistas tienen una extensión de aproximadamente 4 km. El aeropuerto fue construido por un consorcio público-privado. Grecia retiene un 55% de las acciones. Es considerado uno de los aeropuertos más caros de Europa, ya que sus restaurantes y cafés pagan alquileres elevados, como así también las aerolíneas, que tienen que pagar altas comisiones por la utilización del aeropuerto. El aeropuerto fue reconocido con el título de "Aeropuerto europeo del año 2004", en el marco de la premiación anual que realiza el Institute of Transport Management (ITM).

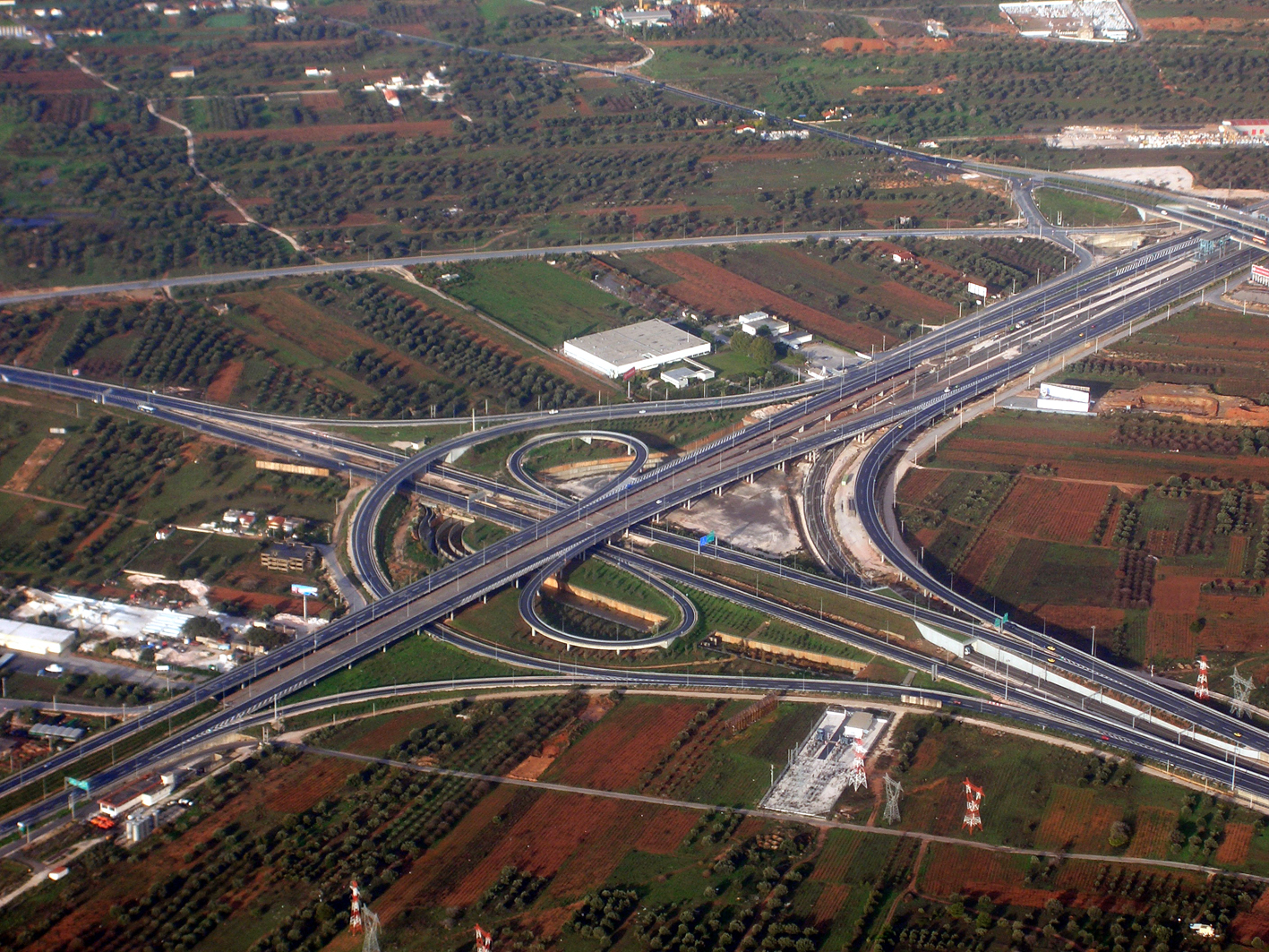
Intercambiador de la Autopista Attiki Odos, en cercanías del aeropuerto.

El aeropuerto fue diseñado para experimentar ampliaciones en el futuro que permitan lidiar con el creciente tráfico de pasajeros. Las expansiones fueron planeadas para realizarse en seis fases. La primera fase (actual fase) permite al aeropuerto operar con 16 millones de pasajeros al año. La sexta fase permitirá al aeropuerto manejar un tráfico de 50 millones de pasajeros al año.
En el 2010, el aeropuerto registró un tráfico de 15.411.099 pasajeros, un 5,0% menos que en el 2009.
Una estación de tren junto a la terminal del aeropuerto (y accesible a través de un puente peatonal elevado) fue inaugurado en ocasión de los Juegos Olímpicos de Atenas 2004. La estación permite el acceso a la Línea 3 del Metro de Atenas y al servicio de tren suburbano Proastiakos. Al aeropuerto también se accede por la Autopista Attiki Odos.
En el 2005 y 2006, el aeropuerto fue reconocido por Skytrax como el mejor aeropuerto de Europa meridional.
El aeropuerto reemplazó al viejo Aeropuerto Internacional de Hellinikon. 

## Seguridad robotizada

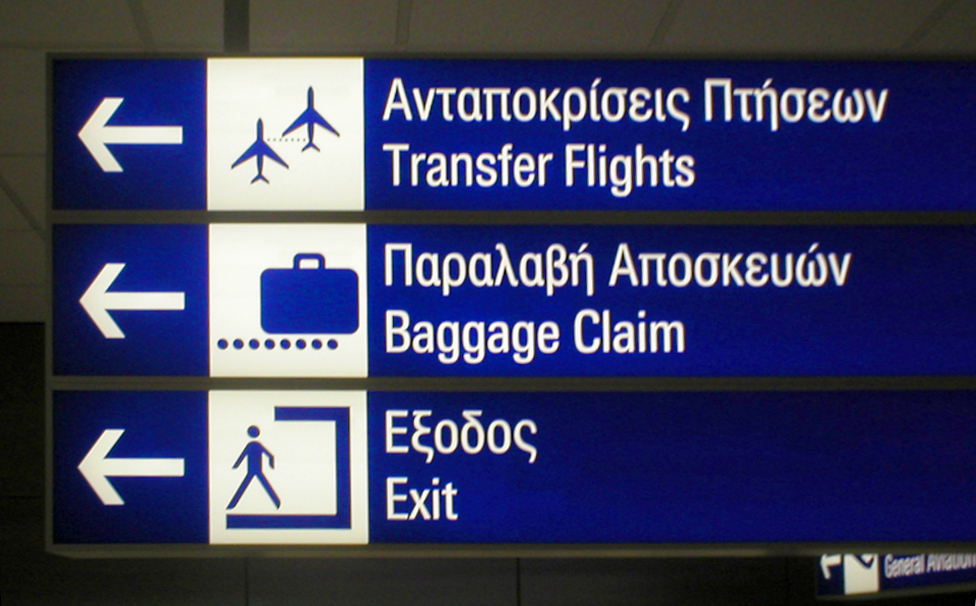
Comunicación visual.

El nuevo aeropuerto está equipado con dos sistemas robotizados (denominados "Hercules" y "Ulysses"), capaces de manejar artefactos sospechosos, y fueron diseñados para proteger a las personas y las instalaciones del aeropuerto mediante la identificación y retiro de explosivos de manera segura.
Hercules fue donado por la Fundación Stavros Niarchos al aeropuerto. Es un sistema capaz de recolectar y transportar en forma segura explosivos para su destrucción. Está equipado con un tanque de forma esférica con un diámetro de 120 cm y dos brazos robóticos. 
Ulysses es un sistema valuado en €94.000, donado por Soukos Robots ABEE. Este sistema fue fabricado para servir como suplemento al robot Hercules, ya que puede acceder a lugares de difícil acceso tales como baños, autobuses o aeronaves. Es un robot liviano pero muy eficiente, equipado con un sistema que absorbe golpes y permite movimientos en superficies con desnivel.

## Incidentes relacionados indirectamente
- El 14 de agosto de 2005, el vuelo 522 de Helios Airways, un Boeing 737-300 (5B-DBY) se estrelló en cercanías de Grammatikon (Attika) mientras volaba desde el Aeropuerto Internacional de Lárnaca en Chipre al Aeropuerto Internacional Eleftherios Venizelos.

## Aerolíneas y destinos
| Ciudades por países    | Nombre del aeropuerto                             | Aerolíneas                                                   | Aeronaves      | Frecuencias semanales |        |
| África                 | África                                            | África                                                       | África         | África                | África |
| ---------------------- | ------------------------------------------------- | ------------------------------------------------------------ | -------------- | --------------------- | ------ |
| Egipto                 |                                                   |                                                              |                |                       |        |
| El Cairo               | Aeropuerto Internacional de El Cairo              | Aegean Airlines EgyptAir                                     | A32x           |                       |        |
| América del Norte      |                                                   |                                                              |                |                       |        |
| Canadá                 |                                                   |                                                              |                |                       |        |
| Montreal               | Aeropuerto Internacional Pierre Elliott Trudeau   | Air Canada                                                   | B787-8         | 3                     |        |
| Toronto                | Aeropuerto de Toronto Pearson                     | Air Canada                                                   | B777-333ER     |                       |        |
| Estados Unidos         |                                                   |                                                              |                |                       |        |
| Chicago                | Aeropuerto Internacional O'Hare                   | American Airlines (Estacional)                               |                |                       |        |
| Filadelfia             | Aeropuerto Internacional de Filadelfia            | American Airlines (Estacional)                               |                |                       |        |
| Newark                 | Aeropuerto Internacional Libertad de Newark       | United Airlines Emirates                                     |                |                       |        |
| Nueva York             | Aeropuerto Internacional John F. Kennedy          | American Airlines Delta Air Lines                            |                |                       |        |
| Asia                   |                                                   |                                                              |                |                       |        |
| Arabia Saudita         |                                                   |                                                              |                |                       |        |
| Yeda                   | Aeropuerto Internacional Rey Abdulaziz            | Aegean Airlines                                              | A32x           |                       |        |
| Armenia                |                                                   |                                                              |                |                       |        |
| Ereván                 | Aeropuerto Internacional de Zvartnots             | Aegean Airlines                                              | A32x           |                       |        |
| Baréin                 |                                                   |                                                              |                |                       |        |
| Manama                 | Aeropuerto Internacional de Baréin                | Gulf Air                                                     |                |                       |        |
| Catar                  |                                                   |                                                              |                |                       |        |
| Doha                   | Aeropuerto Internacional Hamad                    | Qatar Airways                                                |                |                       |        |
| China                  |                                                   |                                                              |                |                       |        |
| Pekín                  | Aeropuerto Internacional de Pekín-Capital         | Air China                                                    |                |                       |        |
| Chipre                 |                                                   |                                                              |                |                       |        |
| Lárnaca                | Aeropuerto Internacional de Lárnaca               | Aegean Airlines Cyprus Airways Gulf Air TUS Airways Wizz Air | B787-9 A32x    |                       |        |
| Pafos                  | Aeropuerto Internacional de Pafos                 | Aegean Airlines Ryanair                                      |                |                       |        |
| Emiratos Árabes Unidos |                                                   |                                                              |                |                       |        |
| Abu Dabi               | Aeropuerto Internacional de Abu Dabi              | Etihad Airways                                               | A32x           |                       |        |
| Dubái                  | Aeropuerto Internacional de Dubái                 | Emirates                                                     |                |                       |        |
| Georgia                |                                                   |                                                              |                |                       |        |
| Kutaisi                | Aeropuerto de Kopitnari                           | Wizz Air                                                     | A32x           |                       |        |
| Tiflis                 | Aeropuerto Internacional de Tiflis                | Aegean Airlines                                              | A32x           |                       |        |
| Israel                 |                                                   |                                                              |                |                       |        |
| Tel Aviv               | Aeropuerto Internacional Ben Gurión               | Aegean Airlines Alitalia El Al Israir Airlines Ryanair       | A32x B7x7 B737 |                       |        |
| Haifa                  | Aeropuerto Internacional de Haifa                 | airHaifa                                                     | ATR72          |                       |        |
| Jordania               |                                                   |                                                              |                |                       |        |
| Amán                   | Aeropuerto Internacional Queen Alia               | Aegean Airlines Royal Jordanian                              | A32x           |                       |        |
| Áqaba                  | Aeropuerto Internacional Rey Husein               | Ryanair                                                      | B737           |                       |        |
| Kazajistán             |                                                   |                                                              |                |                       |        |
| Nursultán              | Aeropuerto Internacional Nursultán Nazarbáyev     | Aegean Airlines                                              |                |                       |        |
| Líbano                 |                                                   |                                                              |                |                       |        |
| Beirut                 | Aeropuerto Internacional Rafic Hariri             | Aegean Airlines Middle East Airlines                         | A32x A3xx      |                       |        |
| Singapur               |                                                   |                                                              |                |                       |        |
| Singapur               | Aeropuerto Internacional de Singapur              | Scoot                                                        |                |                       |        |
| Turquía                |                                                   |                                                              |                |                       |        |
| Esmirna                | Aeropuerto de Esmirna-Adnan Menderes              | Aegean Airlines                                              | A32x           |                       |        |
| Estambul               | Aeropuerto Internacional de Estambul              | Aegean Airlines Turkish Airlines                             | A32x           |                       |        |
| Estambul               | Aeropuerto Internacional Sabiha Gökçen            | Pegasus Airlines                                             |                |                       |        |
| Europa                 |                                                   |                                                              |                |                       |        |
| Albania                |                                                   |                                                              |                |                       |        |
| Tirana                 | Aeropuerto Internacional Madre Teresa             | Aegean Airlines                                              | A32x           |                       |        |
| Alemania               |                                                   |                                                              |                |                       |        |
| Berlín                 | Aeropuerto de Berlín-Brandeburgo Willy Brandt     | Aegean Airlines easyJet Europe Ryanair                       | A32x A3xx B737 |                       |        |
| Colonia                | Aeropuerto de Colonia/Bonn                        | Eurowings Ryanair                                            | B737           |                       |        |
| Düsseldorf             | Aeropuerto Internacional de Düsseldorf            | Aegean Airlines Eurowings                                    | A32x           |                       |        |
| Fráncfort del Meno     | Aeropuerto de Fráncfort del Meno                  | Aegean Airlines Lufthansa Ryanair                            | A32x B737      |                       |        |
| Hamburgo               | Aeropuerto de Hamburgo                            | Aegean Airlines                                              | A32x           |                       |        |
| Memmingen              | Aeropuerto de Memmingen                           | Ryanair                                                      | B737           |                       |        |
| Múnich                 | Aeropuerto Internacional de Múnich                | Aegean Airlines Lufthansa                                    | A32x           |                       |        |
| Karlsruhe              | Aeropuerto de Karlsruhe-Baden Baden               | Ryanair                                                      | B737           |                       |        |
| Stuttgart              | Aeropuerto de Stuttgart                           | Aegean Airlines Eurowings                                    | A32x           |                       |        |
| Austria                |                                                   |                                                              |                |                       |        |
| Viena                  | Aeropuerto Internacional de Viena                 | Aegean Airlines Austrian Airlines Ryanair                    | A32x B737      |                       |        |
| Bélgica                |                                                   |                                                              |                |                       |        |
| Bruselas               | Aeropuerto de Bruselas-National                   | Aegean Airlines                                              | A32x           |                       |        |
| Charleroi              | Aeropuerto de Bruselas Sur                        | Ryanair                                                      | B737           |                       |        |
| Bulgaria               |                                                   |                                                              |                |                       |        |
| Sofía                  | Aeropuerto de Sofía                               | Aegean Airlines Bulgaria Air                                 | A32x           |                       |        |
| Dinamarca              |                                                   |                                                              |                |                       |        |
| Copenhague             | Aeropuerto de Copenhague-Kastrup                  | Aegean Airlines Norwegian Air Shuttle SAS                    | A32x B737      |                       |        |
| España                 |                                                   |                                                              |                |                       |        |
| Barcelona              | Aeropuerto Josep Tarradellas Barcelona-El Prat    | Aegean Airlines Ryanair Vueling                              | A32x B737 A3xx |                       |        |
| Gran Canaria           | Aeropuerto de Gran Canaria                        | Aegean Airlines (Inicia febrero de 2025)                     | A320           |                       |        |
| Madrid                 | Aeropuerto Adolfo Suárez Madrid-Barajas           | Aegean Airlines Iberia                                       | A32x A3xx      |                       |        |
| Málaga                 | Aeropuerto de Málaga-Costa del Sol                | Aegean Airlines                                              | A32x           |                       |        |
| Bilbao                 | Aeropuerto de Bilbao                              | Aegean Airlines Volotea                                      | A32x           |                       |        |
| Valencia               | Aeropuerto de Valencia                            | Aegean Airlines                                              | A32x           |                       |        |
| Finlandia              |                                                   |                                                              |                |                       |        |
| Helsinki               | Aeropuerto de Helsinki-Vantaa                     | Norwegian Air Shuttle                                        | B737           |                       |        |
| Francia                |                                                   |                                                              |                |                       |        |
| París                  | Aeropuerto de París-Charles de Gaulle             | Aegean Airlines Air France                                   | A32x           |                       |        |
| París                  | Aeropuerto de París-Orly                          | Transavia France                                             |                |                       |        |
| Hungría                |                                                   |                                                              |                |                       |        |
| Budapest               | Aeropuerto de Budapest-Ferenc Liszt               | Aegean Airlines Ryanair Wizz Air                             | A32x B737 A32x |                       |        |
| Irlanda                |                                                   |                                                              |                |                       |        |
| Dublín                 | Aeropuerto de Dublín                              | Ryanair                                                      | B737           |                       |        |
| Italia                 |                                                   |                                                              |                |                       |        |
| Bérgamo                | Aeropuerto de Bérgamo-Orio al Serio               | Ryanair                                                      | B737           |                       |        |
| Bolonia                | Aeropuerto de Bolonia                             | Aegean Airlines Ryanair                                      | A32x B737      |                       |        |
| Catania                | Aeropuerto de Catania-Fontanarossa                | Ryanair                                                      | B737           |                       |        |
| Milán                  | Aeropuerto de Milán-Linate                        | Alitalia                                                     |                |                       |        |
| Milán                  | Aeropuerto de Milán-Malpensa                      | Aegean Airlines                                              | A32x           |                       |        |
| Nápoles                | Aeropuerto de Nápoles-Capodichino                 | Aegean Airlines easyJet Europe                               | A32x A3xx      |                       |        |
| Palermo                | Aeropuerto de Palermo-Punta Raisi                 | Ryanair                                                      | B737           |                       |        |
| Roma                   | Aeropuerto de Roma-Ciampino                       | Ryanair                                                      | B737           |                       |        |
| Roma                   | Aeropuerto de Roma-Fiumicino                      | Aegean Airlines Alitalia El Al                               | A32x B7x7      |                       |        |
| Venecia                | Aeropuerto Internacional Marco Polo               | Aegean Airlines Volotea                                      | A32x A3xxceo   |                       |        |
| Lituania               |                                                   |                                                              |                |                       |        |
| Vilna                  | Aeropuerto de Vilna                               | Ryanair                                                      | B737           |                       |        |
| Macedonia              |                                                   |                                                              |                |                       |        |
| Skopie                 | Aeropuerto de Skopie                              | Aegean Airlines                                              | A32x           |                       |        |
| Malta                  |                                                   |                                                              |                |                       |        |
| Malta                  | Aeropuerto Internacional de Malta                 | Ryanair                                                      | B737           |                       |        |
| Noruega                |                                                   |                                                              |                |                       |        |
| Oslo                   | Aeropuerto de Oslo-Gardermoen                     | Norwegian Air Shuttle                                        | B737           |                       |        |
| Países Bajos           |                                                   |                                                              |                |                       |        |
| Ámsterdam              | Aeropuerto de Ámsterdam-Schiphol                  | Aegean Airlines KLM Transavia                                | A32x           |                       |        |
| Eindhoven              | Aeropuerto de Eindhoven                           | Ryanair Transavia                                            | B737 B737NG    |                       |        |
| Polonia                |                                                   |                                                              |                |                       |        |
| Cracovia               | Aeropuerto de Cracovia-Juan Pablo II              | Ryanair                                                      | B737           |                       |        |
| Katowice               | Aeropuerto Internacional de Katowice              | Ryanair Wizz Air                                             | B737 A32x      |                       |        |
| Poznan                 | Aeropuerto de Poznan-Ławica                       | Ryanair                                                      | B737           |                       |        |
| Varsovia               | Aeropuerto de Varsovia-Chopin                     | Aegean Airlines                                              | A32x           |                       |        |
| Varsovia               | Aeropuerto de Varsovia-Modlin                     | Ryanair                                                      | B737           |                       |        |
| Portugal               |                                                   |                                                              |                |                       |        |
| Lisboa                 | Aeropuerto de Lisboa                              | Aegean Airlines                                              | A32x           |                       |        |
| Reino Unido            |                                                   |                                                              |                |                       |        |
| Brístol                | Aeropuerto Internacional de Brístol               | easyJet                                                      | A3xx           |                       |        |
| Edimburgo              | Aeropuerto de Edimburgo                           | easyJet                                                      | A3xx           |                       |        |
| Londres                | Aeropuerto de Londres-Gatwick                     | Aegean Airlines easyJet                                      | A32x A3xx      |                       |        |
| Londres                | Aeropuerto de Londres-Heathrow                    | Aegean Airlines British Airways                              |                |                       |        |
| Londres                | Aeropuerto de Londres-Luton                       | Ryanair Wizz Air                                             | B737 A32x      |                       |        |
| Londres                | Aeropuerto de Londres-Stansted                    | Ryanair                                                      | B737           |                       |        |
| Mánchester             | Aeropuerto de Mánchester                          | easyJet                                                      | A3xx           |                       |        |
| República Checa        |                                                   |                                                              |                |                       |        |
| Praga                  | Aeropuerto Internacional de Ruzyně                | Aegean Airlines                                              | A32x           |                       |        |
| Rumania                |                                                   |                                                              |                |                       |        |
| Bucarest               | Aeropuerto Internacional de Bucarest-Henri Coandă | Aegean Airlines TAROM                                        | A32x           |                       |        |
| Serbia                 |                                                   |                                                              |                |                       |        |
| Belgrado               | Aeropuerto de Belgrado-Nikola Tesla               | Aegean Airlines Air Serbia                                   | A32x           |                       |        |
| Suecia                 |                                                   |                                                              |                |                       |        |
| Estocolmo              | Aeropuerto de Estocolmo-Arlanda                   | Aegean Airlines Norwegian Air Shuttle SAS                    | A32x B737      |                       |        |
| Suiza                  |                                                   |                                                              |                |                       |        |
| Basilea                | Aeropuerto de Basilea-Mulhouse-Friburgo           | easyJet Switzerland                                          | A3xx           |                       |        |
| Ginebra                | Aeropuerto Internacional de Ginebra               | Aegean Airlines Swiss                                        | A32x A         |                       |        |
| Zúrich                 | Aeropuerto Internacional de Zúrich                | Aegean Airlines Swiss                                        | A32x           |                       |        |
| Ucrania                |                                                   |                                                              |                |                       |        |
| Kiev                   | Aeropuerto Internacional de Boryspil              | Ryanair Ukraine International Airlines                       | B737           |                       |        |

### Regulares
| Aerolíneas                              | Destinos | Sección / Facturación |
| --------------------------------------- | --- | --------------------- |
| Aegean Airlines                         | Abu Dabi, Amánn-Queen Alia, Beirut, Belgrado, Bucarest, Cairo, Estambul-Atatürk, Kiev-Zhuliany, Lárnaca, Londres-Heathrow, Mánchester, Moscú-Domodedovo, Sofía, Tiflis, Tel Aviv, Tirana Estacional: Birmingham, Esmirna, Londres-Gatwick | A/4                   |
| Aegean Airlines                         | Alexandroupolis, Barcelona, Berlín, Bruselas-National, Budapest, Cefalonia, Quios, Copenhague, Corfú, Düsseldorf, Fráncfort del Meno, Ginebra, Heraclión, Ioannina, Kavala, Kos, La Canea, Lemnos, Madrid, Milán-Malpensa, Marsella, Miconos, Mitilene, Múnich, París-Charles de Gaulle, Praga, Rodas, Roma-Fiumicino, Santorini, Samos, Skyros, Estocolmo-Arlanda, Stuttgart, Tesalónica, Viena, Varsovia-Chopin, Zúrich Estacional: Catania, Hamburgo, Hannover, Lyon, Nantes, Núremberg, Estrasburgo, Venecia-Marco Polo | B/4                   |
| Aegean Airlines operado por Olympic Air | Belgrado, Bucarest, Sofía, Tirana Estacional: Esmirna | A/4                   |
| Aegean Airlines operado por Olympic Air | Alexandroupolis, Cefalonia, Quios, Corfú, Ioannina, Kavala, Kos, Lemnos, Mikonos, Mytilene, Samos, Skyros Estacional: Catania | B/4                   |
| Aer Lingus                              | Estacional: Dublín | A/1                   |
| Air Canada Rouge                        | Estacional: Montréal-Trudeau, Toronto-Pearson | A/1                   |
| Air China                               | Beijing-Capital, Múnich | A/3                   |
| Air France                              | Marsella, París-Charles de Gaulle Estacional: Niza, Toulouse | B/2                   |
| Air Europa                              | Madrid |                       |
| Air Malta                               | Malta, Sofía | B/1                   |
| Air Moldova                             | Chisináu | A/1                   |
| Air Serbia                              | Belgrado | A/1                   |
| Air Transat                             | Estacional: Montreal-Trudeau, Toronto-Pearson | A/1                   |
| airBaltic                               | Estacional: Riga | B/1                   |
| Alitalia                                | Roma-Fiumicino Estacional: Milán-Linate | B/2                   |
| Arkia Israel Airlines                   | Estacional: Tel Aviv | A/1                   |
| Austrian operado por Tyrolean Airways   | Viena | B/3                   |
| British Airways                         | Londres-Heathrow | A/1                   |
| Brussels Airlines                       | Estacional: Bruselas-National | B/3                   |
| Bulgaria Air                            | Sofía | A/1                   |
| Croatia Airlines                        | Estacional: Dubrovnik, Split, Zagreb | A/1                   |
| Delta Air Lines                         | Estacional: Nueva York-JFK | A/2                   |
| easyJet                                 | Edimburgo, Londres-Gatwick, Mánchester | A/1                   |
| easyJet Europe                          | Berlín-Schönefeld, Hamburgo, Milán-Malpensa, Roma-Fiumicino Estacional: París-Orly | B/1                   |
| easyJet Switzerland                     | Estacional: Ginebra | B/1                   |
| EgyptAir                                | El Cairo | A/3                   |
| EgyptAir operado por EgyptAir Express   | Alejandría-Borg El Arab Estacional: El Cairo | A/3                   |
| El Al                                   | Tel Aviv | A/1                   |
| Emirates                                | Dubái-Internacional, Newark | A/1                   |
| Etihad Airways                          | Abu Dabi | A/1                   |
| Gulf Air                                | Baréin | A/1                   |
| Iberia                                  | Madrid | B/1                   |
| Iberia Express                          | Estacional: Madrid | B/1                   |
| KLM                                     | Ámsterdam | B/2                   |
| LOT Polish Airlines                     | Varsovia-Chopin | B/1                   |
| Lufthansa                               | Fráncfort del Meno, Múnich | B/4                   |
| Middle East Airlines                    | Beirut | A/1                   |
| Norwegian Air Shuttle                   | Estacional: Copenhague, Helsinki, Oslo-Gardermoen, Estocolmo-Arlanda | B/1                   |
| Olympic Air                             | Astypalaia, Ikaria, Kalymnos, Karpathos, Kythira, Leros, Milos, Naxos, Paros, Skiathos, Syros, Zakynthos | B/4                   |
| Pegasus Airlines                        | Estambul-Sabiha Gökçen, Esmirna | A/1                   |
| Qatar Airways                           | Doha | A/1                   |
| Royal Jordanian                         | Amán-Reina Alia | A/1                   |
| Ryanair                                 | Londres-Stansted, Pafos, Catania-Fontanarossa | A/1                   |
| Ryanair                                 | Bérgamo, Charleroi, La Canea, Rodas, Roma-Ciampino, Tesalónica | B/1                   |
| Scandinavian Airlines                   | Copenhague, Estocolmo-Arlanda Estacional: Gotemburgo-Landvetter, Oslo-Gardermoen | B/4                   |
| Sky Express                             | Heraclión, Kastoria, Kozani | B/1                   |
| SkyGreece Airlines                      | Asmara, Londres-Gatwick, Mogadiscio, Estocolmo-Arlanda | A/1                   |
| Singapore Airlines                      | Estacional: Singapur | A/3                   |
| Swiss International Air Lines           | Ginebra, Zúrich | B/1                   |
| TAROM                                   | Bucarest | A/2                   |
| Transavia                               | Ámsterdam, Eindhoven | B/3                   |
| Transavia France                        | París-Orly Estacional: Lyon, Nantes | B/3                   |
| TUI fly Belgium                         | Estacional: Bruselas-National | B/1                   |
| Turkish Airlines                        | Estambul-Atatürk | A/3                   |
| Ukraine International Airlines          | Kiev-Boryspil | A/3                   |
| Vueling                                 | Barcelona, Roma-Fiumicino Estacional: Bilbao | B/1                   |

### Chárter
| Aerolíneas                                     | Destinos                                                                                 |
| ---------------------------------------------- | ---------------------------------------------------------------------------------------- |
| Aegean Airlines                                | Estacional: Helsinki, Estambul-Sabiha Gökçen, Rostov-on-Don, Rovaniemi, Toulouse, Verona |
| Aeolian Airlines                               | Heraclión, Estambul-Ataturk, Rodas, Roma-Fiumicino, Tesalónica Estacional: Mostar        |
| airBaltic                                      | Estacional: Tallin                                                                       |
| Air Bucharest                                  | Estacional: Bucarest                                                                     |
| Alitalia                                       | Estacional: San Petersburgo                                                              |
| American Airlines                              | Estacional: Chicago                                                                      |
| Budapest Aircraft Service                      | Estacional: Skopie                                                                       |
| Czech Airlines                                 | Estacional: Bérgamo                                                                      |
| Enter Air                                      | Estacional: Catania                                                                      |
| Europe Airpost                                 | Estacional: Heraclión, Lyon, Miconos, Nantes, París-Charles de Gaulle, Toulouse          |
| Japan Airlines                                 | Estacional: Tokio-Narita                                                                 |
| Mahan Air                                      | Estacional: Teherán, Shanghái-Pudong                                                     |
| Mistral Air                                    | Estacional: Bari, Bérgamo, Milán-Malpensa                                                |
| Titan Airways                                  | Estacional: Mánchester                                                                   |
| Travel Service Airlines operado por SmartWings | Estacional: Bratislava, París-Charles de Gaulle, Tivat                                   |
| White Airways                                  | Estacional: Corfú, Lisboa                                                                |

### Carga
| Aerolíneas                          | Destinos                                                             |
| ----------------------------------- | -------------------------------------------------------------------- |
| DHL Aviation                        | Leipzig/Halle, Pisa                                                  |
| DHL Aviation operado por DHL Air UK | Leipzig/Halle                                                        |
| FedEx                               | Dubái-Internacional, Aeropuerto de París-Charles de Gaulle, Tel Aviv |
| Lufthansa Cargo                     | Fráncfort del Meno                                                   |
| Royal Jordanian Cargo               | Amán-Reina Alia, Lárnaca                                             |
| Star Air (Maersk Air)               | Copenhague, Múnich                                                   |
| Swiftair                            | Madrid                                                               |
| TNT Airways                         | Bérgamo, Lárnaca, Lieja                                              |
| UPS Airlines                        | Liubliana, Milán-Malpensa, Nueva York-JFK, París-Charles de Gaulle   |

## Estadísticas

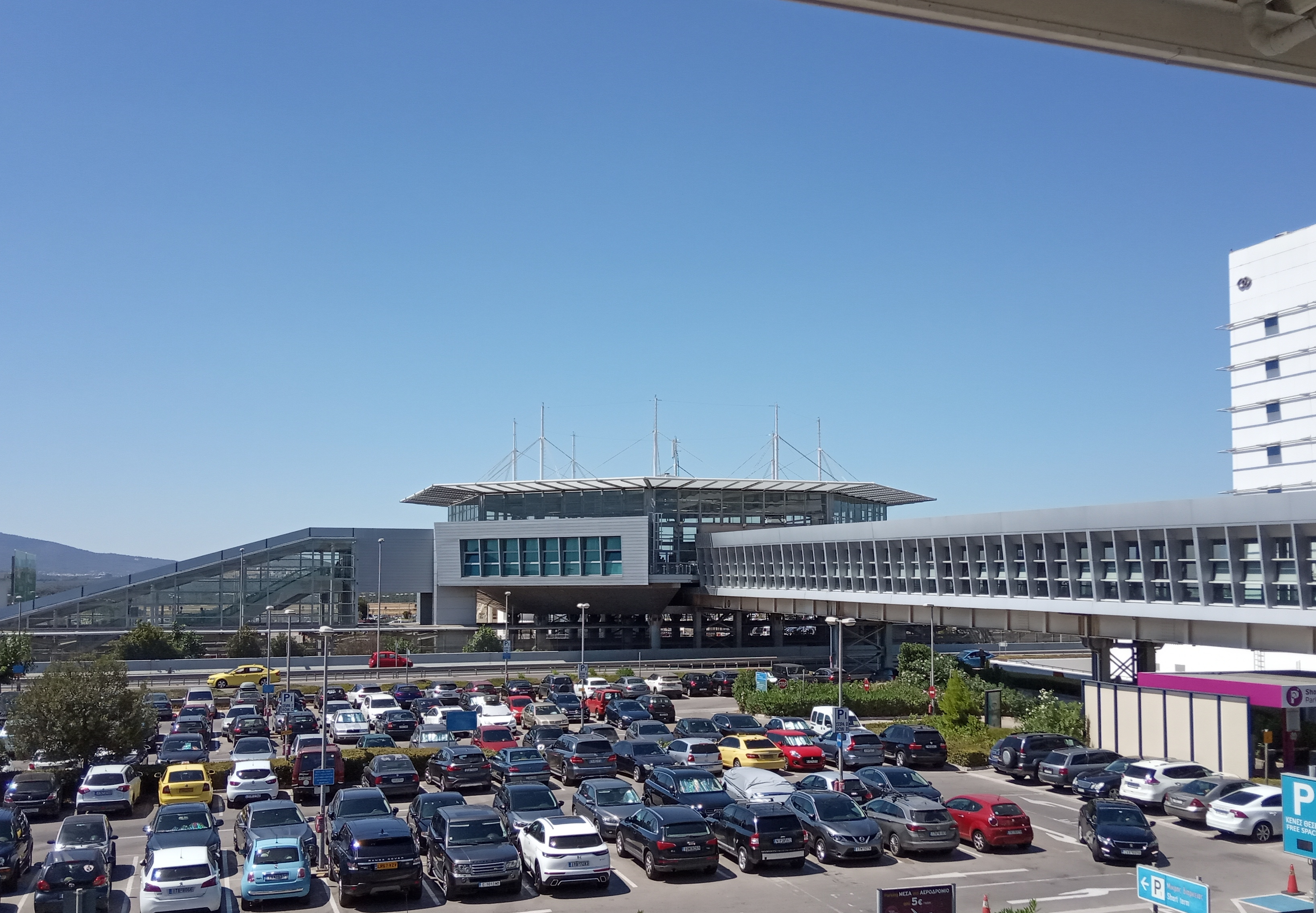
Pasarela que une el aeropuerto con la estación de tren y metro

Ver fuente y consulta Wikidata.